# Batalla de Santa Coloma de Gramenet (1471)
La batalla de Santa Coloma de Gramenet, o de Torre Balldovina, va ser un combat lliurat el 26 de novembre de 1471, durant la guerra civil catalana (1462-1472), entre el bàndol reialista del rei Joan II d'Aragó i el bàndol contrari antireialista, amb la Diputació del General de Catalunya al capdavant, a les proximitats de la torre Balldovina, a la vila de Santa Coloma de Gramenet.
El novembre va arribar Joan II a la localitat i hi va conquerir una fortalesa, la torre Balldovina, amb un contingent fidel. Després, segons la crònica de la batalla, el príncep Ferran, fill del monarca, havia fet presoners a trenta cavallers i els mantenia captius a la torre colomenca. La Generalitat va decidir enviar allí a 150 cavallers amb 4.000 homes a peu amb el propòsit d'alliberar-los. Encapçalats pel Capità General de l'exèrcit de Barcelona, Jaume Galioto, entre les files antireialistes hi van participar alguns aristòcrates i membres de l'oligarquia barcelonina, alguns antics vassalls de Jaume March, senyor d'Eramprunyà, que havien passat a l'obediència de Manaut de Guerra; Francesc i Joanot de Santjust, la família dels quals militava al bàndol barceloní de la Biga. Per la seva banda, el bàndol reialista, fou encapçalat per Alfons d'Aragó, fill il·legítim de Joan II i mestre de l'Orde de Calatrava.
Segons els llibres d'òbits de la contrada, la batalla és coneguda com «la destrossa de Santa Coloma», perquè va ser una autèntica carnisseria. Els exèrcits de Joan II van tenir un triomf espectacular, els antireialistes van ser derrotats severament i la batalla va resultar un gran èxit per al monarca i el preludi de la capitulació definitiva del bàndol contrari al rei, doncs l'any següent, el 1472, es va posar fi a la guerra. Bona part de la victòria s'ha atribuït a Alfons d'Aragó, que es diu que, com de costum va lluitar i va encoratjar els seus soldats; el seu exemple va ser seguit per altres capitans de l'exèrcit. A la batalla hi va morir el batlle de Begues, i van ser fets presoners al voltant d'un dos mil soldats, entre ells el mateix Galioto, Manaut, alliberat poc després, i els germans Santjust, segons apunta Jaume Safont, cronista del General de Catalunya.